# Семигорье (Ивановская область)
Семигорье — село в Вичугском районе Ивановской области России. Входит в Сунженское сельское поселение.

## География
Село находится на высоком правом берегу Волги в месте впадения в неё реки Сунжа, примыкает к посёлку городского типа Каменка.

## Палеонтология
Семигорье — бывшее местонахождение окаменелостей темноспондильных амфибий, обитавших в раннем триасовом периоде. В нижнеоленёкском подъярусе найдены образцы Vladlenosaurus и Wetlugasaurus.

## История
Первое известное упоминание о селе Семигорье относится к 1613 году. В это время село входило в поместье князя Андрея Ивановича Шестунова. В селе находилась деревянная церковь Николая Чудотворца.
В XVII веке Семигорье представляло собой небольшое поселение, состоящее из 11 дворов, включавших крестьянские и бобыльские хозяйства. Окрестные земли, входившие в поместье, пустовали после Смутного времени. В середине XVII века поместье было разделено между князем Иваном Ивановичем Приимковым-Ростовским и Герасимом Ушаковым.
К концу XVII века часть Семигорья перешла во владение князей Козловских, известных землевладельцев Борщовской вотчины. В 1691 году князь Борис Андреевич Козловский приобрел половину села у братьев Ушаковых.
В начале XVIII века Семигорье продолжало разделяться между разными владельцами, включая князей Козловских и Приимковых-Ростовских. В 1727 году в селе была построена новая деревянная церковь Рождества Христова взамен обветшавшей Никольской церкви. Однако, уже в 1732 году храм вновь упоминается как Благовещенский.
В 1753 году на средства князя Ивана Борисовича Козловского было построено каменное здание Благовещенской церкви, сохранившееся до наших дней.
По данным Генерального межевания 1777 года, Семигорье принадлежало Н. С. Бибиковой, князю Николаю Ивановичу Козловскому и Петру Васильевичу Скворцову. В селе насчитывалось 23 двора, 75 душ мужского пола и 70 женского. Жители занимались земледелием, а крестьяне находились на оброке.
В XIX веке владельцами Семигорья становятся графы Рибопьер, породнившиеся с Козловскими. В 1815 году в селе числилось 18 крестьянских душ, принадлежавших графу А. И. Рибопьеру. Крестьяне жили в достатке и платили оброк. В 1827 году была предпринята попытка построить каменную церковь Рождества Христова вместо деревянной, однако строительство не было завершено.
В середине XIX века, по данным 1848 года, Семигорье было разделено на четыре части между князем Д. А. Козловским, наследниками А. П. Скворцова и А. И. Рибопьером. В 1856 году в селе упоминается фабрика по заварке бумаги и крестьянин, занимающийся сплавом леса и торговлей алебастром. Крестьяне жили в добротных домах и платили оброк.
После отмены крепостного права в Семигорье усиливается влияние фабрикантов Коноваловых, которые скупают земли в окрестностях и строят фабрику в Каменке, рядом с селом. В 1878 году княгиня П. И. Козловская продает А. П. Коновалову пустошь Гаврилиху и земли в Семигорье.
В 1893 году Семигорье посетил епископ Костромской и Галичский Виссарион, отметивший необходимость ремонта и благоукрашения Благовещенской церкви. В начале XX века Семигорье становится важным пунктом сообщения Вичугского района с Волгой, через село проходил оживленный тракт к железнодорожной станции Вичуга.
До 15 июня 2010 года являлось административным центром Семигорьевского сельского поселения.

## Достопримечательности
В селе находится Благовещенская церковь, каменное здание которой построено в 1753 году за средства князя Козловского на месте деревянной церкви Св. Николая Чудотворца.
На площади у магазина находится памятник уроженцам села павшим в годы Великой Отечественной войны.

## Население
| 1872 | 1897 | 2002 | 2010 | 2014 | 2015 | 2016 |
| ---- | ---- | ---- | ---- | ---- | ---- | ---- |
| 190  | ↗273 | ↗831 | ↘809 | ↘148 | ↗242 | ↗261 |
| 2018 |      |      |      |      |      |      |
| ↗792 |      |      |      |      |      |      |